# Torre de Babel (juego de 1981)

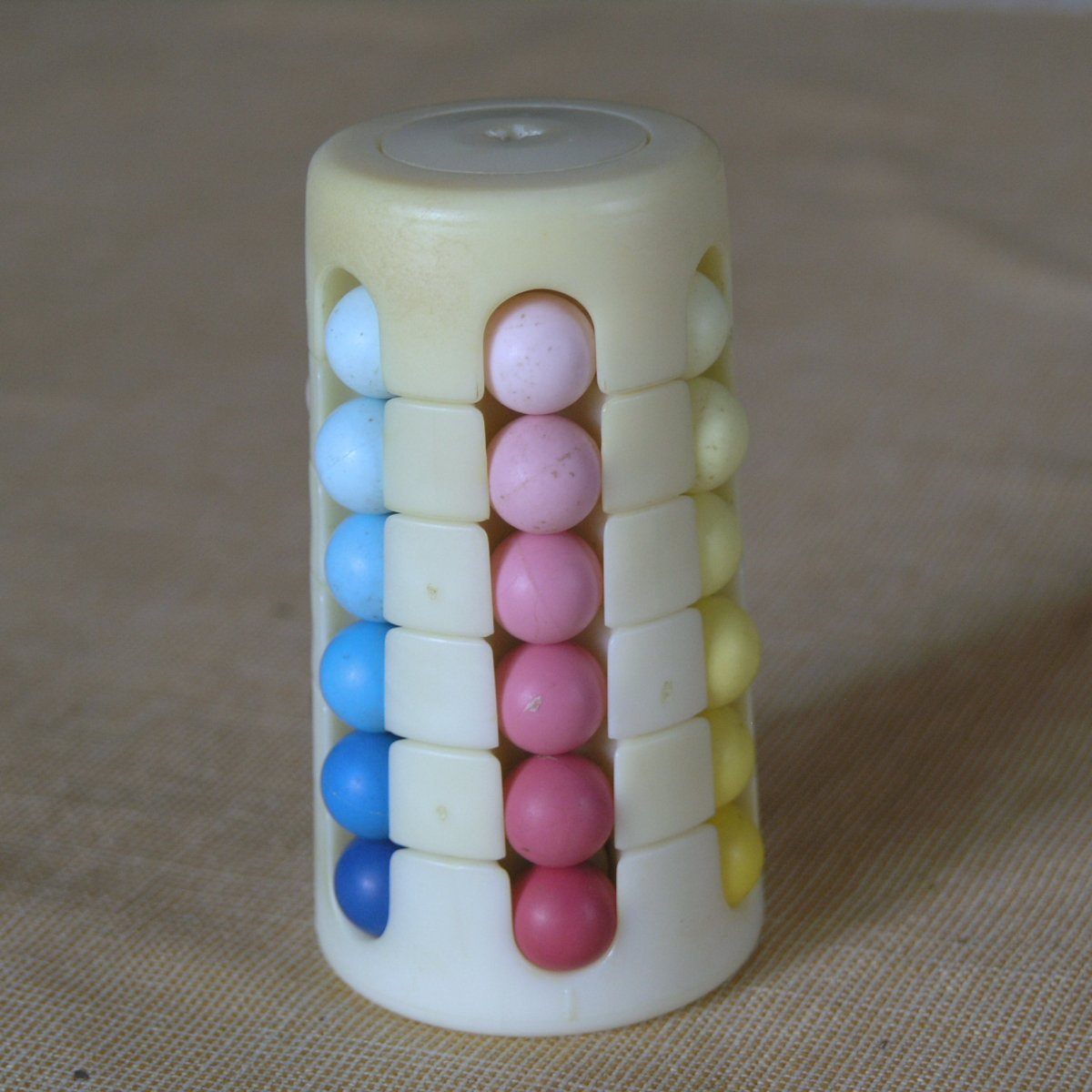
Una Torre de Babel armada.

La Torre de Babel, o Torre de Babilonia, o Torre Mágica, es un juego de rompecabezas matemático, similar al cubo de Rubik o el Nintendo tumbler puzzle (o vaso rompecabezas de Nintendo). Fue creado originalmente Endre Pap en 1981, y fabricado por Ideal Toy el mismo año en Hungría.
El juego consiste en un cilindro, que se divide en seis niveles anulares. Los niveles pueden girar a un lado o al otro. Cada uno de ellos tiene piezas o bolitas encajadas a lo largo de su circunferencia. Hay siempre, sin embargo, un nivel que tiene un espacio vacío.
Cada pieza se puede mover hacia arriba o hacia bajo si el espacio vacío esta en tal dirección, de manera que la disposición de las piezas se puede cambiar mediante la rotación de los anillos y el desplazamiento vertical de estas.
El objetivo es ordenar las piezas, poniendo las del mismo color en la misma columna. Hay versiones en las que el color está graduado y debe ordenarse de arriba hacia bajo aumentando la opacidad.